# Альбина
Альби́на — женское имя латинского происхождения. Имя Альбина встречается в Северной и Южной Европе, а также в России.

## Значение
Является латинской женской формой имени Albinus, производная от римского родового имени Albius, которая происходит от лат. albus — «белый». 
У имени Альбина есть родственное имя – Альба. На итальянском языке имя Альбина произносится как уменьшительно-ласкательное обращение к Альбе, к имени добавляется уменьшительно-ласкательный суффикс -ina.

## Именины
- Католические: 16 декабря (Альбина Кесарийская)[5]